# 軍地河

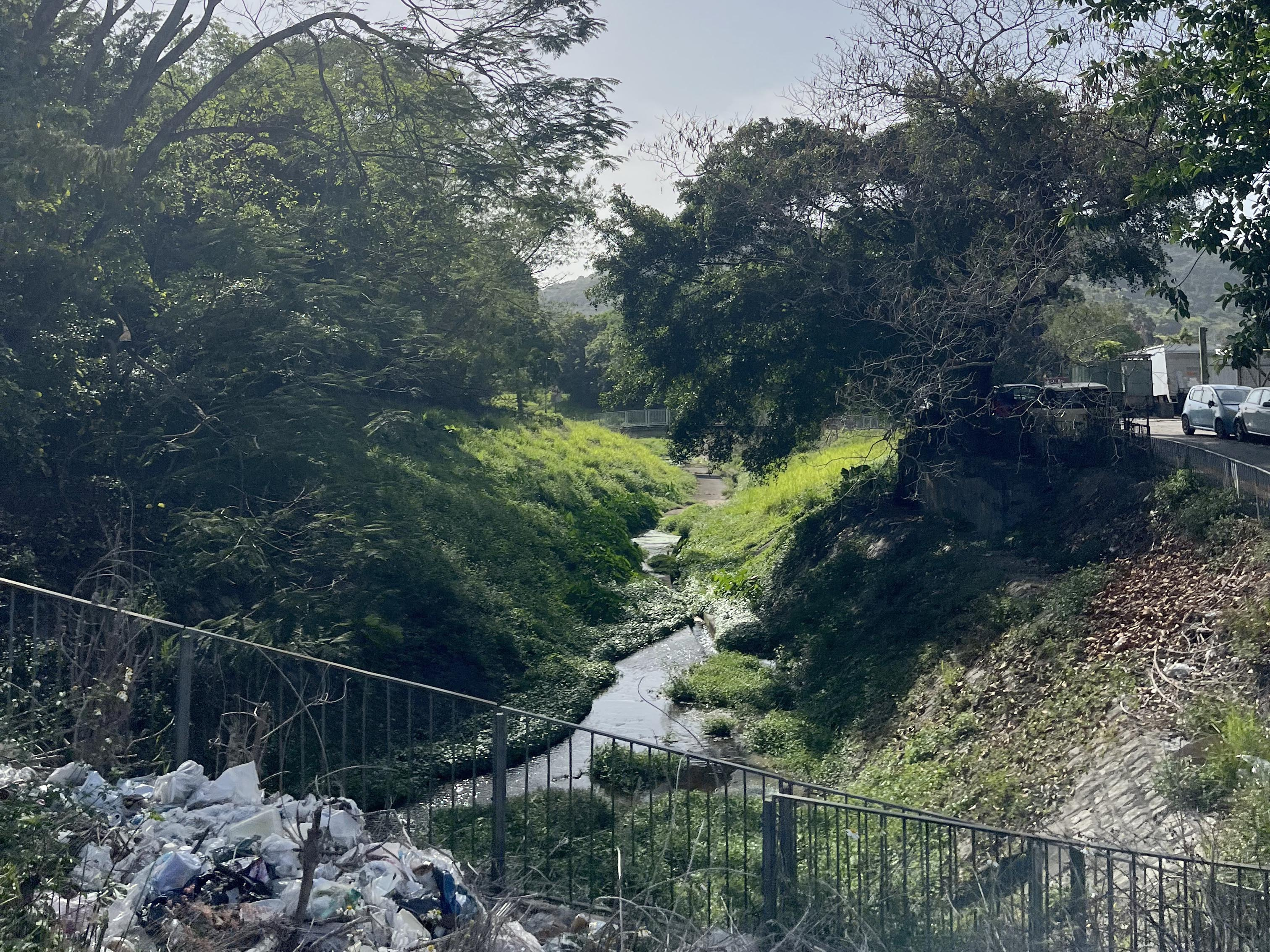
軍地河

軍地河（英語：Kwan Tei River，又譯Kwan Tei Ho）是香港新界北區梧桐河的支流，起源自流水響的流水響水塘，沿流水響道流經大嶺皮、大窩、新塘莆和虎地排，於軍地（華藏學苑附近）與梧桐河（近沙頭角公路-龍躍頭段）匯合。